# Ahar
Ahar este un oraș din Iran.